# Чемпионат Европы по фигурному катанию 1895
Чемпионат Европы по фигурному катанию 1895 года проходил в Будапеште (Венгрия) 26 января. Соревновались только мужчины по программе обязательных упражнений. Победу одержал хозяин соревнования венг Тибор фон Фольдвари.

## Участники
В чемпионате приняло участие 4 спортсмена из 3-х стран.
| Место | Имя                 | Страна   | Баллы |
| ----- | ------------------- | -------- | ----- |
| 1     | Тибор фон Фольдвари | Венгрия  | 6     |
| 2     | Густав Хюгель       | Австрия  | 11    |
| 3     | Гилберт Фукс        | Германия | 13    |
| *     | Arthur Dezső        | Венгрия  |       |

- * Снялся с соревнований

Судьи:
- Эдуард Энгельманн  Австрия
- Karl Fillunger  Австрия
- H. von Haslmayer  Австрия
- E. Holletschek  Германия
- J. Ehrlich  Венгрия